# Prowincje franciszkanów-reformatów w I Rzeczypospolitej
Prowincje franciszkanów-reformatów w I Rzeczypospolitej − jednostki zakonu franciszkańskiego obediencji reformackiej istniejące na ziemiach polskich przed rozbiorami.
Franciszkanie-reformaci (Ordo Fratrum Minorum Strictioris Observantiae) to wewnętrzna frakcja w łonie zakonu franciszkanów (łac. Ordo Fratrum Minorum). Odłam ten został zapoczątkowany w XVI w. w wyniku ruchów reformatorskich w zakonie (stąd nazwa). Podobne odłamy utworzyli: alkantarzyści i rekolekci. Do Polski reformaci przybyli w XVII w. W 1623 r. doszło do utworzenia dwóch pierwszych kustodii reformackich: małopolskiej i wielkopolskiej, przekształconych w 1639 r. w prowincje. W XVIII w. powstały jeszcze dwie nowe prowincje: ruska i pruska. Reformaci nigdy nie byli odrębnym zakonem lecz posiadali wewnętrzną autonomię w łonie Zakonu Braci Mniejszych.
W 1772 r. istniały w Polsce cztery prowincje franciszkanów-reformatów: prowincja małopolska Matki Bożej Anielskiej, prowincja wielkopolska świętego Antoniego, prowincja ruska Matki Bożej Bolesnej i prowincja pruska Wniebowzięcia NMP. Razem w 60 klasztorach reformackich mieszkało 1341 zakonników. W 1855 r. zakonnicy wywodzący się ze skasowanych wielkopolskiej prowincji świętego Antoniego i z pruskiej prowincji Wniebowzięcia NMP, utworzyli nową prowincję Niepokalanego Poczęcia NMP w Prusach Wschodnich i w Wielkim Księstwie Poznańskim, która pod zmienioną nazwą istnieje do dziś. Na Śląsku w 1754 r. została utworzona prowincja św. Jadwigi, wyodrębniona z prowincji czeskiej obserwantów, która jeszcze w 1660 r. przyłączyła się do reformatów pod nazwą prowincji św. Wacława w Czechach. Prowincja śląska została skasowana przez rząd pruski w 1810 r.
Papież Leon XIII 4 X 1897 r. konstytucją apostolską "Felicitate quadam" zlikwidował wszystkie odrębności w łonie zakonu. Akt ten znany jest jako Unia Leoniańska. Obecnie nazwa "reformaci" nie jest oficjalnie używana; niekiedy jednak bracia należący do prowincji Matki Bożej Anielskiej popularnie nazywani są reformatami a ich klasztory - reformackimi.